# Silvia Rivera Cusicanqui

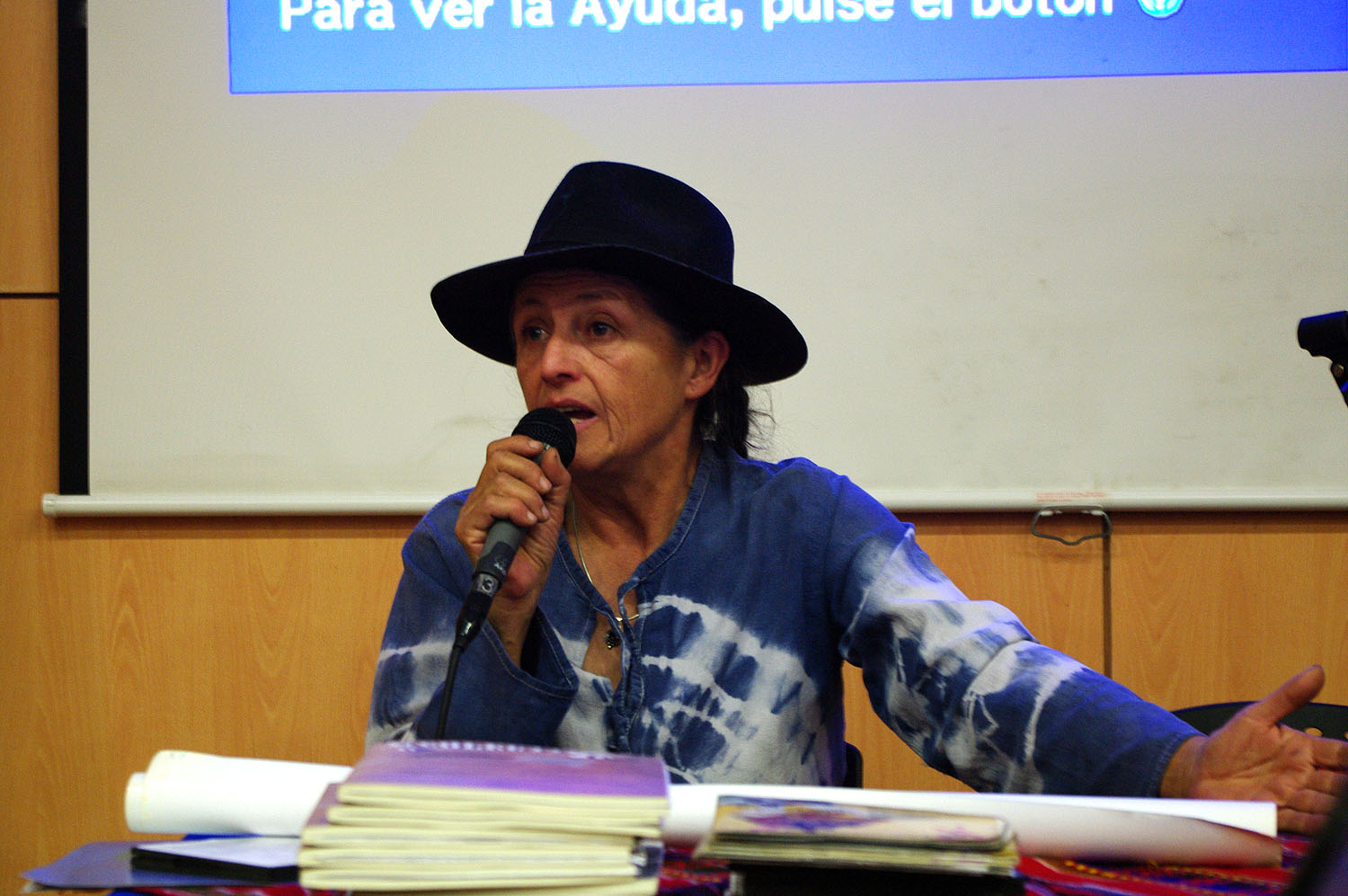
Silvia Rivera Cusicanqui, 2011

Silvia Rivera Cusicanqui (* 9. Dezember 1949 in La Paz) ist eine bolivianische Soziologin, Historikerin, Feministin und Theoretikerin der Subalternität.
Cusicanqui ist emeritierte Professorin der Universität Mayor de San Andrés. Sie stützt sich auf anarchistische Theorie sowie auf Quechua (Volk)- und Aymara-Kosmologie. Sie war Direktorin und ist langjähriges Mitglied des Taller de historia oral andina. Als Aktivistin unterstützt sie die kataristische und die Cocabauern-Bewegung. Ihr bekanntestes Werk ist Oppressed But Not Defeated: Peasant Struggles Among the Aymara and Quechua in Bolivia, 1900-1980.

## Werke (Auswahl)
- Silvia Rivera Cusicanqui. 2018. Ch'ixinakax utxiwa: Eine Reflexion über Praktiken und Diskurse der Dekolonisierung. Unrast Verlag.
- Silvia Rivera Cusicanqui. 1984. Oppressed But Not Defeated: Peasant Struggles Among the Aymara and Quechua in Bolivia, 1900–1980 (Oprimidos pero no Derrotados: la Lucha Campesina Entre los Aimaras y Quechuas en Bolivia). Ginebra: UNRISD.